# Daniela Demjén Pešková
Daniela Demjén Pešková (nacida Daniela Pešková, Bratislava, Checoslovaquia, 23 de abril de 1984) es una deportista eslovaca que compite en tiro, en la modalidad de rifle.
Ganó una medalla de bronce en el Campeonato Mundial de Tiro de 2018 y una medalla de oro en el Campeonato Europeo de Tiro de 2024.

## Palmarés internacional
| Campeonato Mundial | Campeonato Mundial       | Campeonato Mundial | Campeonato Mundial               |
| Año                | Lugar                    | Medalla            | Prueba                           |
| ------------------ | ------------------------ | ------------------ | -------------------------------- |
| 2018               | Changwon (Corea del Sur) | Medalla de bronce  | Rifle en pos. tendida 50 m       |
| Campeonato Europeo |                          |                    |                                  |
| Año                | Lugar                    | Medalla            | Prueba                           |
| 2024               | Osijek (Croacia)         | Medalla de oro     | Rifle en pos. tendida 50 m mixto |